# جامعة شرق البحر المتوسط
جامعة شرق المتوسط (بالتركية: Doğu Akdeniz Üniversitesi)‏ تأسست في عام 1979 تحت قيادة أوناي فادل ديميرسيلر
(وكيل وزارة التربية والتعليم آنذاك) كمؤسسة للتعليم العالي للتكنولوجيا للقبارصة الأتراك. في عام 1986، تم تحويلها إلى جامعة حكومية.
يقع الحرم الجامعي داخل مدينة فاماغوستا.وتضم الجامعة 141 برنامجا (11 كليات و 5 مدارس) تقدم درجات البكالوريوس والدراسات العليا، فضلا عن البنية التحتية للبحوث.
وسيلة التعليمات باللغتين التركية والإنجليزية. ومع ذلك، المدرسة التحضيرية الإنجليزية متاحة للطلاب الذين يحتاجون إلى تحسين لغتهم الإنجليزية. تقدم الجامعة مجموعة متنوعة
من الأنشطة الرياضية والاجتماعية. البرامج الأكاديمية في الاتحاد الاقتصادي والنقدي واسعة وتشمل العلوم الفيزيائية والاجتماعية مع دراسات.
بحثية مدروسة من خلال المجلس الاستشاري للبحوث.

## التاريخ
تأسست عام 1979م

## الكليات والمدارس
تقدم جامعة شرق المتوسط مجموعة واسعة من برامج البكالوريوس. الماجستير والدكتوراه برامج الدراسات العليا: جامعة شرق المتوسط معهد الدراسات العليا والبحوث يدير حاليا 13 درجة الدكتوراه، 20 برامج الماجستير على مستوى الماجستير مع متطلبات أطروحة، و 5 برامج الدراسات العليا على مستوى الماجستير مع شرط غير أطروحة. الحد الأدنى من متطلبات المقرر في برنامج مستوى الماجستير مع أطروحة هو 7 دورات (21 ساعة معتمدة)، دورة دراسية وأطروحة التخرج.

## الحياة في الحرم الجامعي
تحتوي جامعة شرق البحر المتوسط على  المرافق الرياضية والأنشطة الاجتماعية، حيث تعد تلك المرافق مهمه لطلاب جامعة شرق البحر المتوسط.

## أنشطة اجتماعية
تمتلك الجامعة محطة إذاعية على 106.5 فم دعا راديو (EMU broadcasting) إلى الجزيرة بأكملها. يتم تشغيله من قبل طلاب قسم الاتصالات.

## وصلات خارجية
- موقع جامعة شرق البحر المتوسط (الإنجليزية)